# Dionisio Fernandes Mendes
Dionísio Mendes Fernandes est un footballeur international bissaoguinéen né le 21 septembre 1981 à Bissau. Il jouait au poste d'attaquant.

## Carrière
- 2000-2001 :  SC Lourinhanense
- 2001-2002 :  SCU Torreense
- 2002-2004 :  UD Vilafranquense
- 2004-2005 :  Leixões SC
- 2005-2006 :  FC Barreirense
- 2006-2008 :  Stade tunisien
- 2008- Janvier 2009 :  AEK Larnaca
- Janvier 2009- Juin 2009  :  Hapoël Bnei Sakhnin
- 2009-2010 :  CD Fátima
- 2010-2011 :  SCU Torreense
- 2011-2012 :  APEP Pitsilia
- Jan 2012- :  Stade tunisien[1],[2]

## Statistiques
- 71 matchs et 11 buts en 2e division portugaise
- 11 matchs et 0 but en 1re division chypriote
- 10 matchs et 0 but en 1re division israélienne